# 赵会民
赵会民（1957年—），男，河南舞钢人，中华人民共和国政府官员。

## 生平
1984年毕业于北京大学英语系。1987年毕业于北京大学法律系，法学硕士。曾任首都师范大学政法系主任、党委副书记。担任中国驻纽约总领事馆副总领事，中国驻卡塔尔大使，北京市人民政府外事办公室主任、中国翻译协会副会长、北京奥组委国际联络部部长。2013年10月，其在APEC记者发布会上发言指出，北京市市民在家做饭烹饪对北京市（PM2.5）造成污染，并希望市民配合政府做好清洁空气工作。